# Порядок наследования престола Османской империи
Османская Династия имела необычный порядок наследования по сравнению с другими монархиями. Эта порядок наследования менялся с течением времени, пока в 1922 году не был отменен султанат.

## Список наследников с 1922 года
После провозглашения республики в 1922 и ликвидации халифата в 1924 всем представителям династии было предписано покинуть страну. Османы перебрались в Западную Европу и в страны Ближнего Востока. Поскольку четкого порядка престолонаследия в Османской империи не было, главой династии считается старший в роду по возрасту. Ими были:
- Абдул-Меджид II (1868—1944), с 1924 как последний халиф[2]
- Ахмед Нихад (1883—1954), с 1944 как старейший представитель династии, внук Мурада V[2]
- Осман Фуад (1895—1973), с 1954, его брат[2]
- Мехмед Абдул-Азиз (1903—1977), с 1973, последний внук султана Абдул-Азиза[2]
- Али Васиб (1903—1983), с 1977, сын Ахмеда Нихада, последний правнук Мурада V[2]
- Мехмед Орхан (1914—1994), с 1983, внук Абдул-Хамида II[3]
- Эртогрул Осман (1912—2009), с 1994, последний внук Абдул-Хамида II[4]
- Баязид Осман (1924—2017), с 2009, правнук Абдул-Меджида[5]
- Дюндар Али Осман  (1930—2021), с 2017, правнук султана Абдул-Хамида II
- Харун Осман (род. 1932), c 2021, его брат.

## Порядок наследования в настоящее время
Текущий порядок престолонаследия охватывает большую часть членов династии Османов по мужской линии, кроме тех кто умер в детстве или в XIX веке, а также а начале XX века. Принцип наследования идёт по возрасту (от старшего к младшему (т.е. следующего по возрасту за ним). В текущую линию включены потомки по мужской линии султана Махмуда II.
На данный момент династия Османов имеет более 20 членов династии среди потомков по мужской линии султана Махмуда II.
- Султан Махмуд II (1785—1839)
  -  Султан Абдул-Меджид I (1823—1861)
    -  Султан Мурад V (1840—1904)
      -  Мехмед Селахаддин-эфенди (1861—1918)
        - Ахмед Нихад Османоглу (1883—1954)
          -  Али Васиб Османоглу (1903—1983)
            -  (1) Осман Салахаддин Османоглу (род. 1940)
              - (9)Орхан Мурад Османоглу (род. 1972)
                - (17)Туран Джем Османоглу (род. 2004)
                -  (18)Тамер Нихад Османоглу (род. 2006)

              -  (14)Селим Сулейман Османоглу (род. 1979)
                - (20)Бату Баязид Османоглу (род. 2008)

        -  Осман Фуад Османоглу (1895—1973)

    -  Султан Абдул-Хамид II (1842—1918)
      - Мехмет Селим-эфенди (1870—1937) 
        -  Мехмед Абдулкерим-эфенди (1906—1935)
          - Дюндар Османоглу (1930—2021)
          -  Харун Османоглу (род. 1932)
            - (7)Орхан Османоглу (род. 1963)
              - (16)Явуз Селим Османоглу (род. 1989)

            - (13)Абдул-Хамид Кайихан Османоглу (род. 1979)
              - (19) Мухаммед Харун Османоглу (род. 2007)
              - (23) Абдул-Азиз Османоглу (род. 2016)

      - Мехмед Абдулкадир-эфенди (1878—1944)
        - Мехмед Орхан Османоглу (1909—1994)
        - Неджиб Эртугрул Абдулкадир-эфенди (1915—1994)
          - (4) Роланд Селим Османоглу (род. 1949)
            - (11) Рене Осман Османоглу (род. 1975)
            - (12) Даниэль Хамид Османоглу (род. 1977)

        -  Алаеддин Кадир-эфенди (1917—1999)
          -  Пламен Османоглу (1960—1995)

      - Ахмед Нури-эфенди (1878—1944)
      - Мехмед Бурханеддин-эфенди (1885—1949)
        - Мехмед Фахреддин-эфенди (1911—1968)
        -  Эртугрул Осман Османоглу (1912—2009)

      - Абдуррахим Хайри-эфенди (1894—1952)
        -  Мехмед Хайри-эфенди (1925—1979) 

      - Ахмед Нуреддин-эфенди (1901—1944)
      -  Мехмет Абид-эфенди (1905—1973)

    -  Султан Мехмед V (1844—1918) 
      - Мехмет Зияеддин-эфенди (1873—1938)
        - Мехмед Назим-эфенди (1910—1984)
          - Дженгиз Джахангир-эфенди (1939—2015)
            -  (8) Эрик Мехмед Зейеддин Османоглу (род. 1966)

          - Хасан Орхан-эфенди (1946—2010)
          -  (3) Мехмед Зейеддин Османоглу (род. 1947)
            -  (15) Назим Зейеддин Османоглу (род. 1985)

        -  Омер Фезви-эфенди (1912—1986)

      - Мехмед Неджметтин-эфенди (1878—1913)
      -  Омер Хильми-эфенди (1886—1935)
        -  Махмуд Намык-эфенди (1913—1963)
          -  (2)Омер Абдулмеджид Османоглу (род. 1941)
            -  (10) Махмуд Фрэнсис Османоглу (род. 1975)
              - (21) Зийя Ресад Османоглу (род. 2012)
              -  (22) Джем Омер Османоглу (род. 2015)

    - Ахмед Кемаледдин-эфенди (1847—1905)
    - Мехмед Бурханеддин-эфенди (1849—1876)
      -  Ибрагим Тефик-эфенди (1874—1931)
        - Бурханеддин Джем-эфенди (1920—2008)
          -  (5) Селим Джем Османоглу (род. 1955),

        -  Баязид Осман Османоглу (1924—2017)

    - Ахмед Нурредин-эфенди (1852—1884)
    - Селим Сулейман-эфенди (1861—1909)
      - Мехмед Абдулхалим-эфенди (1894—1926)
        -  Дженгиз Османоглу (1925—1950)

      -  Мехмед Шерафеддин-эфенди (1904—1966)

    -  Султан Мехмед VI (1861—1926)
      -  Мехмед Эртугрул-эфенди (1912—1944)

  -    Султан Абдул-Азиз (1830—1876)
    - Юсуф Иззеддин-эфенди (1857—1916)
      -  Мехмед Низамеддин-эфенди (1909—1933)

    - Махмуд Джелаледдин-эфенди (1862—1888)
    -  Султан Абдул-Меджид II (1868—1944)
      -  Омер Фарук Османоглу (1898—1969)

    - Мехмед Шевкет-эфенди (1872—1899)
      - Мехмет Джемалладин-эфенди (1890—1946)
        - Махмуд Хусамеддин-эфенди (1916—1966)
        -  Сулейман Саададдин-эфенди (1917—1985)
          -  (6) Орхан Сулейман Османоглу (род. 1959)

    -  Мехмед Сейфеддин-эфенди (1874—1927)
      - Мехмед Абдул-Азиз Османоглу (1901—1977)
      - Махмуд Шевкет-эфенди (1903—1973)
      -  Ахмед Тевхид-эфенди (1904—1966)

## Линия преемственности в ноябре 1922 года
- Султан Махмуд II (1785—1839)
  -  Султан Абдул-Меджид I (1823—1861)
    -  Султан Мурад V (1840—1904)
      -  Мехмед Селахаддин-эфенди (1861—1915)
        - (8) Ахмед Нихад-эфенди (род. 1883)
          - (19) Али Васиб-эфенди (род. 1903)

        -  (14) Осман Фуад-эфенди (род. 1895)

    -  Султан Абдул-Хамид II (1842—1918)
      - (2) Мехмед Селим-эфенди (род. 1870)
        -  (23) Мехмед Абдулкерим-эфенди (род. 1906)

      -  (6) Мехмед Абдулкадир-эфенди (род. 1878)
        - (25) Мехмед Орхан-эфенди (род. 1909)
        - (32) Неджиб Эртугрул Абдулкадир-эфенди (род. 1915)
        -  (34) Алаеддин Кадир-эфенди (род. 1917)

      - (7) Ахмед Нури-эфенди (род. 1878)
      -  (9) Мехмед Бурханеддин-эфенди  (род. 1885)
        - (27) Мехмед Фахреддин-эфенди (род. 1911)
        -  (28) Эртугрул Осман-эфенди (род. 1912)

      - (12) Абдуррахим Хайри-эфенди (род. 1894)
      -  (16) Ахмед Нуреддин-эфенди (род. 1901)
      -  (22) Мехмед Абид-эфенди (род. 1905)

    -  Султан Мехмед V (1844—1918) 
      - (3) Мехмед Зияеддин-эфенди (род. 1873)
        - (26) Мехмед Назим-эфенди (род. 1910)
        - (30) Омер Фезви-эфенди (род. 1912)

      -  (10) Омер Хильми-эфенди (род. 1886)
        - (31) Махмуд Намык-эфенди (род. 1913)

    -  Мехмед Бурханеддин-эфенди (1849—1876)
      -  (5) Ибрагим Тевфик-эфенди (род. 1874)
        - (36) Бурханеддин Джем-эфенди (род. 1920)

    -  Сулейман Селим-эфенди (1861—1909)
      - (13) Мехмед Абдулхалим-эфенди (род. 1894)
      - (20) Мехмед Шерафеддин-эфенди (род. 1904)

    -   Султан Мехмед VI (род. 1861)
      - (29) Мехмед Эртугрул-эфенди (род. 1912)

  -   Султан Абдул-Азиз (1830—1876)
    - Юсуф Иззеддин-эфенди (1857—1916)
      - (24) Мехмед Низамеддин-эфенди (род. 1908)

    - (1) Абдул-Меджид-эфенди (род. 1868)
      -  (15) Омер Фарук-эфенди (род. 1898)

    - Мехмед Шевкет-эфенди (1872—1899)
      - (11) Мехмед Джемаледдин-эфенди (род. 1890)
        - (33) Махмуд Хусамеддин-эфенди (род. 1916)
        -  (35) Сулейман Саададдин-эфенди (род. 1917)

    -  (4) Мехмед Сейфеддин-эфенди (род. 1874)
      - (17) Мехмед Абдул-Азиз-эфенди (род. 1901)
      - (18) Махмуд Шевкет-эфенди (род. 1903)
      -  (21) Ахмед Тевхид-эфенди (род. 1904)